# Grand Prix du Cru Fleurie
Le Grand Prix du Cru Fleurie est une course cycliste française disputée autour de la commune de Fleurie, dans le département du Rhône. Cette compétition se déroule sous l'organisation du VC Villefranche Beaujolais, avec l'aide d'un comité local,. Elle est ouverte aux cyclistes amateurs titulaires d'une licence de première, deuxième et troisième catégorie, ainsi qu'aux juniors.
La deuxième édition de la course a lieu en 1942. Des cyclistes réputés comme Bernard Gauthier, Antonin Rolland, Robert Alban, Rudy Molard ou Daniel Martínez sont montés sur le podium de l'épreuve. 

## Palmarès
| Année     | Vainqueur            | Deuxième              | Troisième              |
| --------- | -------------------- | --------------------- | ---------------------- |
| 1942      | Rolando Contini      | Pierre Baratin        | Jean Meunier           |
| 1943      | Claudius Chatelet    | Blaise Quaglieri      | Aldo Bondetti          |
| 1944      | Bernard Gauthier     | Antoine Bartin        | Antonin Rolland        |
| 1945      | François Gaudillot   | René Jeannet-Debiesse | Pierre Ballandras      |
| 1946      | Jean Dutartre        | Schneider             | René Béjoint           |
| 1947      | Jean Meunier         | Alexis Moncel         | Fiscelli               |
| 1948      | Jean Meunier         | Paul Ancian           | Chamerlin              |
| 1949      | Henri Bertrand       | Gaudet                | Louis Martin           |
| 1950      | Paul Boget           | Henri Bertrand        | Armand Aujoux          |
| 1951      | Louis Bertola        | Noël Rome             | Georges Durnerin       |
| 1952      | Serge Janet          | Edmond Vaginay        | Georges Durnerin       |
| 1953      | Gaby Faille          | Charles Bonnefond     | Georges Durnerin       |
| 1954      | (Raymond ?) Trayaud  | Georges Mestre        | Georges Bozonnet       |
| 1955      | Narcisio Carrara     | Roger Foissotte       | Christian Mourier      |
| 1956      | Georges Mestre       |                       |                        |
| 1957-1973 | Pas organisé         | Pas organisé          | Pas organisé           |
| 1974      | ?                    | ?                     | ?                      |
| 1975      | Henri Chavy          |                       |                        |
| 1976      | ?                    | ?                     | ?                      |
| 1977      | Jacques Desportes    | Thierry Laffay        | Jean-Claude Dirx       |
| 1978      | Robert Ducreux       | Robert Jankowski      | Jean-Claude Dirx       |
| 1979      | Jean-Claude Dirx     |                       |                        |
| 1980      | Patrick Janin        | Philippe Martinez     | Dominique Garde        |
| 1981      | Éric Dall'Armellina  | Philippe Chevallier   | Gilles Mas             |
| 1982      | Denis Celle          | Bernard Robert        | Jean-Claude Garde      |
| 1983      | Pascal Trimaille     | Alain Philibert       | Jean-Claude Garde      |
| 1984      | Jacques Desportes    | Manuel Carvalho       | Michel Bibollet        |
| 1985      | Denis Celle          | Gilles Bernard        | Jacques Desportes      |
| 1986      | Éric Chanton         | Robert Alban          | Dominique Celle        |
| 1987      | Thierry Laurent      | Frédéric Pofilet      | Pascal Trimaille       |
| 1988      | Raphaël Leca         | Franck Mabru          | L. Bertoncini          |
| 1989      | Patrick Leffondre    | Pascal Pofilet        | Pierre Touchefeu       |
| 1990      | Daniel Perret        | Christophe Bernat     | Jean-Pierre Dessaigne  |
| 1991      | Tanguy Boulch        | Patrick Janin         | Jean-Paul Garde        |
| 1992      | Éric Larue           | Jean-Paul Garde       | Jerzy Sikora (pl)      |
| 1993      | Denis Jusseau        | Éric Larue            | Jacek Bodyk            |
| 1994      | Denis Jusseau        | Olivier Ouvrard       | Jean-Paul Garde        |
| 1995      | Jean-Paul Garde      | Vincent Cali          | Denis Juseau           |
| 1996      | Denis Jusseau        | Benoît Farama         | Jérôme Laveur-Pedoux   |
| 1997      | Pas organisé         | Pas organisé          | Pas organisé           |
| 1998      | Martial Locatelli    | Pascal Pofilet        | Raphaël Jeune          |
| 1999      | Nicolas Dumont       | Cédric Célarier       | Éric Drubay            |
| 2000      | Franck Champeymont   | Jérémie Dérangère     | Eddy van Hassel        |
| 2001      | Pas organisé         | Pas organisé          | Pas organisé           |
| 2002      | Stéphane Auroux      | Cédric Célarier       | Jérôme Gannat          |
| 2003      | Kalle Kriit          | Thomas Terrettaz      | Tomasz Smoleń          |
| 2004      | Blaise Sonnery       | Christian Milesi      | Thomas Bernabeu        |
| 2005      | Denis Moretti        | David De Vecchi       | Gilles Cirone          |
| 2006      | Julien Pauget        | Piotr Krysman         | Denis Moretti          |
| 2007      | François Lamiraud    | David De Vecchi       | Benoît Michel          |
| 2008      | Nicolas Inaudi       | Nicolas Morel         | Nikolay Mihaylov       |
| 2009      | Cédric Jeanroch      | Christophe Goutille   | Thomas Girard          |
| 2010      | Cristóbal Olavarría  | Rudy Molard           | Benjamin Le Roscouët   |
| 2011,     | Nicolas Morel        | Jérôme Mainard        | Sébastien Grédy        |
| 2012      | Christophe Goutille  | Frédéric Talpin       | Guillaume Bonnet       |
| 2013      | Guillaume Barillot   | Pierre Drancourt      | Jérôme Mainard         |
| 2014      | Guillaume Barillot   | Daniel Martínez       | Julien Bernard         |
| 2015      | Alliaume Leblond     | Axel Gagliardi        | Quentin Bernier        |
| 2016      | Lucas Papillon       | Clément Carisey       | Simon Guglielmi        |
| 2017      | Laurent Évrard       | Alexandre Jamet       | Florent Pereira        |
| 2018      | Tao Quemere          | Mathew Ross           | Sten Van Gucht         |
| 2019      | Loïc Rolland         | Alexandre Delettre    | Nicolas Durand         |
| 2020      | Alexandre Delettre   | Julien Souton         | Jocelyn Guillot        |
| 2021      | Henry Lawton         | Thomas Joly           | Larry Valvasori        |
| 2022      | Sander Andersen (da) | Sten Van Gucht        | Louis Sparfel          |
| 2023      | Clément Carisey      | Sander Andersen (da)  | Antony Chamerat-Dumont |
| 2024      | Victor Guernalec     | Victor Jean           | Théo Thomas            |
| 2025      | Simon Baran          | Aurélien Kayser       | Guillaume Bagou        |